# Cytospora
Cytospora is een geslacht behorend tot de familie Valsaceae. De typesoort is Cytospora chrysosperma.

## Soorten
Volgens Index Fungorum telt het 337 soorten (peildatum maart 2024):
| Soortnaam                                 | Auteur(s)                                                | Publicatiejaar |
| ----------------------------------------- | -------------------------------------------------------- | -------------- |
| Cytospora abchazica                       | Siemaszko                                                | 1923           |
| Cytospora aberrans                        | Sacc.                                                    | 1914           |
| Cytospora abyssinica                      | G.C. Adams, Jol. Roux & Gezahgne                         | 2005           |
| Cytospora acaciae                         | Oudem.                                                   | 1902           |
| Cytospora achrae                          | Henn.                                                    | 1908           |
| Cytospora adeana                          | Petr.                                                    | 1929           |
| Cytospora agarwalii                       | Soni, Dadwal & Jamaluddin                                | 1983           |
| Cytospora ailanthicola                    | X.L. Fan & C.M. Tian                                     | 2019           |
| Cytospora albodisca                       | M. Pan & X.L. Fan                                        | 2021           |
| Cytospora alstoniae                       | D.V. Singh & B.M. Khanna                                 | 1970           |
| Cytospora alyxiae                         | Petr.                                                    | 1954           |
| Cytospora ampulliformis                   | Norph., Bulgakov, T.C. Wen & K.D. Hyde                   | 2017           |
| Cytospora amurensis                       | Koval                                                    | 1961           |
| Cytospora amygdali                        | D.P. Lawr., L.A. Holland & Trouillas                     | 2018           |
| Cytospora angularis                       | Sacc.                                                    | 1919           |
| Cytospora aquifolii                       | Fr.                                                      | 1830           |
| Cytospora artemisiae                      | Petr.                                                    | 1925           |
| Cytospora arundinis                       | Caball.                                                  | 1918           |
| Cytospora astragali                       | Garb.                                                    | 1924           |
| Cytospora atrocirrhata                    | Gvrit.                                                   | 1973           |
| Cytospora aurora                          | Mont. & Fr.                                              | 1834           |
| Cytospora australiae                      | Speg.                                                    | 1880           |
| Cytospora austromontana                   | G.C. Adams & M.J. Wingf.                                 | 2005           |
| Cytospora baccharidis                     | Grove                                                    | 1935           |
| Cytospora bambusina                       | Died.                                                    | 1916           |
| Cytospora beaufortiae                     | Sousa da Câmara                                          | 1910           |
| Cytospora beilinensis                     | X.L. Fan & C.M. Tian                                     | 2019           |
| Cytospora berberidis                      | C.M. Tian, X.L. Fan & K.D. Hyde                          | 2015           |
| Cytospora berkeleyi                       | G.C. Adams                                               | 2005           |
| Cytospora boreella                        | Earle                                                    | 1901           |
| Cytospora bosniaca                        | Petr.                                                    | 1922           |
| Cytospora brevispora                      | (G.C. Adams & Jol. Roux) G.C. Adams & Rossman            | 2015           |
| Cytospora broussonetiae                   | Moesz                                                    | 1909           |
| Cytospora bungeanae                       | X.L. Fan & C.M. Tian                                     | 2019           |
| Cytospora caesalpiniae                    | Gucevi?                                                  | 1960           |
| Cytospora calami                          | Syd. & P. Syd.                                           | 1910           |
| Cytospora calamicola                      | Konta & K.D. Hyde                                        | 2023           |
| Cytospora californica                     | D.P. Lawr., L.A. Holland & Trouillas                     | 2018           |
| Cytospora calycotomes                     | Politis                                                  | 1935           |
| Cytospora canariensis                     | Urries                                                   | 1957           |
| Cytospora candida                         | Speg.                                                    | 1910           |
| Cytospora caracolensis                    | Speg.                                                    | 1910           |
| Cytospora caraganae                       | Tschern.                                                 | 1929           |
| Cytospora carphosperma                    | Fr.                                                      | 1823           |
| Cytospora carpobroti                      | Jami, Marinc. & M.J. Wingf.                              | 2018           |
| Cytospora castaneae                       | M.A. Dar & M.K. Rai                                      | 2014           |
| Cytospora cedrelina                       | G.P. Agarwal & N.D. Sharma                               | 1974           |
| Cytospora cedri                           | Syd., P. Syd. & E.J. Butler                              | 1916           |
| Cytospora celtidicola                     | X.L. Fan & C.M. Tian                                     | 2019           |
| Cytospora cenisia                         | Sacc.                                                    | 1884           |
| Cytospora centrivillosa                   | Senan., Camporesi & K.D. Hyde                            | 2017           |
| Cytospora ceratosperma                    | (Tode) G.C. Adams & Rossman                              | 2015           |
| Cytospora ceratospermopsis                | C.M. Tian & X.L. Fan                                     | 2019           |
| Cytospora cercidicola                     | Henn.                                                    | 1912           |
| Cytospora chamaecyparidis                 | Sawada                                                   | 1950           |
| Cytospora chiangmaiensis                  | Monkai & K.D. Hyde                                       | 2021           |
| Cytospora chrysosperma                    | (Pers.) Fr.                                              | 1823           |
| Cytospora cinereostroma                   | (G.C. Adams & M.J. Wingf.) G.C. Adams & Rossman          | 2015           |
| Cytospora cinnamomea                      | M. Pan & X.L. Fan                                        | 2020           |
| Cytospora cisticola                       | Sacc. & Traverso                                         | 1903           |
| Cytospora citri                           | Died.                                                    | 1916           |
| Cytospora clypeata                        | Sacc.                                                    | 1884           |
| Cytospora coriariae                       | Gonz. Frag.                                              | 1921           |
| Cytospora corni                           | Westend.                                                 | 1857           |
| Cytospora cornicola                       | Oudem.                                                   | 1902           |
| Cytospora coryli                          | H.Y. Zhu & X.L. Fan                                      | 2020           |
| Cytospora corylicola                      | Sacc. ex Fuckel                                          | 1871           |
| Cytospora corylina                        | H. Gao & X.L. Fan                                        | 2021           |
| Cytospora cotini                          | Norph., Bulgakov & K.D. Hyde                             | 2016           |
| Cytospora cotoneastricola                 | M. Pan & X.L. Fan                                        | 2020           |
| Cytospora cupressi                        | Gutner                                                   | 1935           |
| Cytospora cupressina                      | Sousa da Câmara                                          | 1932           |
| Cytospora curvata                         | Norph., Bulgakov, T.C. Wen & K.D. Hyde                   | 2017           |
| Cytospora curvispora                      | H. Gao & X.L. Fan                                        | 2021           |
| Cytospora cypri                           | Défago                                                   | 1942           |
| Cytospora dasycarpi                       | Oudem.                                                   | 1901           |
| Cytospora daturae                         | Kurbans.                                                 | 1980           |
| Cytospora decorticans                     | Sacc.                                                    | 1884           |
| Cytospora deformis                        | (Fr.) Petr. & Syd.                                       | 1923           |
| Cytospora diatrypelloidea                 | G.C. Adams & M.J. Wingf.                                 | 2005           |
| Cytospora diatrypoides                    | Truszk.                                                  | 1960           |
| Cytospora diopuiensis                     | Q.J. Shang, J.K. Liu & K.D. Hyde                         | 2020           |
| Cytospora disciformis                     | G.C. Adams & M.J. Wingf.                                 | 2005           |
| Cytospora discostoma                      | M. Pan & X.L. Fan                                        | 2021           |
| Cytospora donetzica                       | Norph., Bulgakov, T.C. Wen & K.D. Hyde                   | 2017           |
| Cytospora donglingensis                   | M. Pan & X.L. Fan                                        | 2021           |
| Cytospora dubyi                           | Sacc.                                                    | 1884           |
| Cytospora elaeagnicola                    | X.L. Fan                                                 | 2019           |
| Cytospora eriobotryae                     | Curzi & Barbaini                                         | 1927           |
| Cytospora eriogoni                        | W.B. Cooke                                               | 1952           |
| Cytospora erumpens                        | Norph., Bulgakov, T.C. Wen & K.D. Hyde                   | 2017           |
| Cytospora eucalypti                       | (Cooke & Harkn.) D.P. Lawr., L.A. Holland & Trouillas    | 2018           |
| Cytospora eucalypticola                   | Van der Westh.                                           | 1965           |
| Cytospora eugeniae                        | (Nutman & F.M. Roberts) G.C. Adams & Rossman             | 2015           |
| Cytospora euonymi                         | Cooke                                                    | 1885           |
| Cytospora euonymicola                     | X.L. Fan & C.M. Tian                                     | 2019           |
| Cytospora euonymina                       | X.L. Fan & C.M. Tian                                     | 2019           |
| Cytospora euphorbiae                      | Politis                                                  | 1935           |
| Cytospora eurotiae                        | Kravtzev                                                 | 1961           |
| Cytospora eutypelloides                   | Sacc.                                                    | 1910           |
| Cytospora exigua                          | Sacc.                                                    | 1906           |
| Cytospora fallax                          | (Fuckel) G.C. Adams & Rossman                            | 2015           |
| Cytospora farinosa                        | Feltgen                                                  | 1903           |
| Cytospora fertilis                        | Sacc.                                                    | 1884           |
| Cytospora fortunea                        | G.C. Zhao, S.F. Sheng & Nan Li                           | 1991           |
| Cytospora frangulae                       | Truszk.                                                  | 1960           |
| Cytospora fraxinigena                     | Senan., Camporesi & K.D. Hyde                            | 2017           |
| Cytospora fugax                           | (Bull.) Fr.                                              | 1823           |
| Cytospora fusispora                       | M. Niranjan & V.V. Sarma                                 | 2020           |
| Cytospora galegicola                      | Q.J. Shang, E. Camporesi & K.D. Hyde                     | 2020           |
| Cytospora gelida                          | Norph., Bulgakov, T.C. Wen & K.D. Hyde                   | 2017           |
| Cytospora gigaloculata                    | C.M. Tian, X.L. Fan & K.D. Hyde                          | 2015           |
| Cytospora gigaspora                       | C.M. Tian, X.L. Fan & K.D. Hyde                          | 2015           |
| Cytospora globosa                         | W.J. Li, Camporesi & K.D. Hyde                           | 2020           |
| Cytospora granati                         | D.P. Lawr., L.A. Holland & Trouillas                     | 2018           |
| Cytospora grevilleae                      | V.P. Sahni                                               | 1968           |
| Cytospora grewiae                         | Henn.                                                    | 1912           |
| Cytospora grossulariae                    | Laubert                                                  | 1904           |
| Cytospora gutnerae                        | Gvrit.                                                   | 1973           |
| Cytospora haidianensis                    | X. Zhou & X.L. Fan                                       | 2020           |
| Cytospora halimodendri                    | Kravtzev                                                 | 1961           |
| Cytospora hariotii                        | Briard                                                   | 1889           |
| Cytospora heveae                          | Senwanna, Cheewangkoon & K.D. Hyde                       | 2021           |
| Cytospora hibisci                         | Oudem.                                                   | 1902           |
| Cytospora hippocastani                    | Oudem.                                                   | 1902           |
| Cytospora hippophaicola                   | Spetik, Eichmeier, Gramaje, Stuskova & Berraf-Tebbal     | 2021           |
| Cytospora horrida                         | Sacc.                                                    | 1884           |
| Cytospora hulthemiae                      | Kravtzev                                                 | 1961           |
| Cytospora hyperici                        | Grove                                                    | 1922           |
| Cytospora ilicina                         | Sacc.                                                    | 1884           |
| Cytospora intermedia                      | Sacc.                                                    | 1884           |
| Cytospora intrusa                         | Dobrozr.                                                 | 1927           |
| Cytospora ipomoeae                        | S. Ahmad & Arshad                                        | 1972           |
| Cytospora italica                         | Thambug., Camporesi & K.D. Hyde                          | 2016           |
| Cytospora japonica                        | (Miyabe & Hemmi) X.L. Fan                                | 2019           |
| Cytospora jasmini                         | Cooke                                                    | 1885           |
| Cytospora joaquinensis                    | D.P. Lawr., L.A. Holland & Trouillas                     | 2018           |
| Cytospora juglandina                      | Sacc.                                                    | 1881           |
| Cytospora junipericola                    | Senan., Camporesi & K.D. Hyde                            | 2017           |
| Cytospora juniperina                      | X.L. Fan & C.M. Tian                                     | 2019           |
| Cytospora kantschavelii                   | Gvrit.                                                   | 1973           |
| Cytospora kazachstanica                   | Schwarzman                                               | 1951           |
| Cytospora kerriae                         | Died.                                                    | 1912           |
| Cytospora koelreuteriae                   | Died.                                                    | 1904           |
| Cytospora kuanchengensis                  | C.M. Tian & N. Jiang                                     | 2020           |
| Cytospora kunzei                          | Sacc.                                                    | 1884           |
| Cytospora laburni                         | Peyronel                                                 | 1918           |
| Cytospora lantanae                        | Bres.                                                    | 1891           |
| Cytospora lauri                           | Grove                                                    | 1935           |
| Cytospora lentisci                        | Bres.                                                    | 1926           |
| Cytospora leucosperma                     | (Pers.) Fr.                                              | 1823           |
| Cytospora leucostoma                      | (Pers.) Sacc.                                            | 1881           |
| Cytospora lirella                         | Syd. & P. Syd.                                           | 1910           |
| Cytospora litchii                         | N.D. Sharma                                              | 1982           |
| Cytospora longiostiolata                  | Norph., Bulgakov, T.C. Wen & K.D. Hyde                   | 2017           |
| Cytospora longispora                      | D.P. Lawr., L.A. Holland & Trouillas                     | 2018           |
| Cytospora loranthi                        | Moesz                                                    | 1909           |
| Cytospora loranthicola                    | Sacc. & Trotter                                          | 1913           |
| Cytospora lumnitzericola                  | Norph., T.C. Wen & K.D. Hyde                             | 2018           |
| Cytospora lycii                           | Died.                                                    | 1906           |
| Cytospora magnoliae                       | Sandu                                                    | 1962           |
| Cytospora mali                            | Grove                                                    | 1935           |
| Cytospora mali-spectabilis                | M. Pan & X.L. Fan                                        | 2020           |
| Cytospora mali-sylvestris                 | Norph., Bulgakov, T.C. Wen & K.D. Hyde                   | 2017           |
| Cytospora mangiferae                      | G.P. Agarwal & N.D. Sharma                               | 1974           |
| Cytospora mangiferae-indicae              | V.G. Rao & Narendra                                      | 1977           |
| Cytospora marathwadensis                  | A. Pande                                                 | 1975           |
| Cytospora marchica                        | Syd. & P. Syd.                                           | 1900           |
| Cytospora massariana                      | Sacc.                                                    | 1884           |
| Cytospora melanodiscus                    | (G.H. Otth) Höhn.                                        | 1906           |
| Cytospora melasperma                      | (Fr.) Fr.                                                | 1823           |
| Cytospora melianthi                       | Urries                                                   | 1941           |
| Cytospora melnikii                        | Norph., Bulgakov, T.C. Wen & K.D. Hyde                   | 2017           |
| Cytospora metasequoiae                    | Gucevi?                                                  | 1960           |
| Cytospora metrosideri                     | Rabenh.                                                  | 1878           |
| Cytospora microspora                      | Rabenh.                                                  | 1844           |
| Cytospora minima                          | Sacc.                                                    | 1921           |
| Cytospora minuta                          | Thüm.                                                    | 1877           |
| Cytospora mira                            | Tschern.                                                 | 1929           |
| Cytospora moravica                        | Sacc.                                                    | 1914           |
| Cytospora mougeotii                       | Lév. ex Duby                                             | 1830           |
| Cytospora muehlenbeckiae                  | N.D. Sharma                                              | 1982           |
| Cytospora myricae                         | Henn.                                                    | 1902           |
| Cytospora myricae-gales                   | Bres.                                                    | 1908           |
| Cytospora myricariae                      | Petr.                                                    | 1925           |
| Cytospora myricina                        | Petr.                                                    | 1921           |
| Cytospora myrtagena                       | (G.C. Adams & M.J. Wingf.) G.C. Adams & Rossman          | 2015           |
| Cytospora myrtilli                        | Grove                                                    | 1918           |
| Cytospora nerii                           | Bres.                                                    | 1926           |
| Cytospora nicotianae                      | Av.-Saccá                                                | 1922           |
| Cytospora nigrocincta                     | Traverso                                                 | 1912           |
| Cytospora nitschkei                       | G.C. Adams, Jol. Roux & Gezahgne                         | 2005           |
| Cytospora nivea (Grijswitte karafjeszwam) | Fuckel                                                   | 1860           |
| Cytospora nobilis                         | Traverso                                                 | 1904           |
| Cytospora notastroma                      | Kepley & F.B. Reeves                                     | 2015           |
| Cytospora nyssae                          | Fairm.                                                   | 1922           |
| Cytospora ochracea                        | M. Pan & X.L. Fan                                        | 2020           |
| Cytospora oleicola                        | D.P. Lawr., L.A. Holland & Trouillas                     | 2018           |
| Cytospora olivacea                        | M. Pan & X.L. Fan                                        | 2020           |
| Cytospora olivarum                        | Úrbez-Torr., D.P. Lawr., Peduto-Hand, Gubler & Trouillas | 2020           |
| Cytospora orientis-extremi                | Gvrit.                                                   | 1973           |
| Cytospora ostryae                         | Syd. & P. Syd.                                           | 1910           |
| Cytospora oudemansii                      | Bres.                                                    | 1905           |
| Cytospora oxyacanthae                     | Rabenh.                                                  | 1858           |
| Cytospora pallida                         | Ellis & Everh.                                           | 1902           |
| Cytospora palmoides                       | Qing T. Zhang & X.Y. Zhang                               | 2014           |
| Cytospora parakantschavelii               | Norph., Bulgakov, T.C. Wen & K.D. Hyde                   | 2017           |
| Cytospora parapistaciae                   | D.P. Lawr., L.A. Holland & Trouillas                     | 2018           |
| Cytospora paraplurivora                   | Ilyukhin & Ellouze                                       | 2023           |
| Cytospora parasitica                      | Norph., Bulgakov & K.D. Hyde                             | 2015           |
| Cytospora paratranslucens                 | Norph., Bulgakov, T.C. Wen & K.D. Hyde                   | 2017           |
| Cytospora pavettae                        | Crous & M.J. Wingf.                                      | 2019           |
| Cytospora periplocae                      | Urries                                                   | 1956           |
| Cytospora personata                       | (Fr.) Sacc.                                              | 1882           |
| Cytospora petrakii                        | H. Zimm.                                                 | 1913           |
| Cytospora phellodendri                    | Gucevi?                                                  | 1960           |
| Cytospora phialidica                      | W.J. Li, Camporesi & K.D. Hyde                           | 2020           |
| Cytospora philadelphi                     | Pisareva                                                 | 1968           |
| Cytospora phillyreae                      | Jaap                                                     | 1916           |
| Cytospora phitsanulokensis                | Monkai & K.D. Hyde                                       | 2021           |
| Cytospora phomopsis                       | Sacc.                                                    | 1915           |
| Cytospora photiniicola                    | Bubák                                                    | 1916           |
| Cytospora piceae                          | X.L. Fan                                                 | 2018           |
| Cytospora pinastri                        | Fr.                                                      | 1823           |
| Cytospora pingbianensis                   | Q.J. Shang, K.D. Hyde & J.K. Liu                         | 2020           |
| Cytospora pini                            | Desm.                                                    | 1843           |
| Cytospora pistaciae                       | D.P. Lawr., L.A. Holland & Trouillas                     | 2018           |
| Cytospora platani                         | Fuckel                                                   | 1860           |
| Cytospora platycladi                      | X.L. Fan & C.M. Tian                                     | 2019           |
| Cytospora platycladicola                  | X.L. Fan                                                 | 2019           |
| Cytospora plurivora                       | D.P. Lawr., L.A. Holland & Trouillas                     | 2018           |
| Cytospora polygoni-baldschuanici          | Sandu, A. Laz?r & Hatmanu                                | 1962           |
| Cytospora polygoni-sieboldii              | Henn.                                                    | 1912           |
| Cytospora polytrichi                      | Racov.                                                   | 1959           |
| Cytospora pomicola                        | C. Massal. ex Sacc.                                      | 1913           |
| Cytospora populicola                      | D.P. Lawr., L.A. Holland & Trouillas                     | 2018           |
| Cytospora populina                        | (Pers.) Rabenh.                                          | 1844           |
| Cytospora populinopsis                    | X.L. Fan & C.M. Tian                                     | 2019           |
| Cytospora predappioensis                  | Q.J. Shang, Norph., Camporesi & K.D. Hyde                | 2018           |
| Cytospora pruinopsis                      | C.M. Tian & X.L. Fan                                     | 2015           |
| Cytospora pruinosa                        | (Fr.) Sacc.                                              | 1879           |
| Cytospora prunicola                       | Norph., Camporesi, T.C. Wen & K.D. Hyde                  | 2018           |
| Cytospora pruni-mume                      | M. Pan & X.L. Fan                                        | 2020           |
| Cytospora prunorum                        | Sacc., Syd. & P. Syd.                                    | 1904           |
| Cytospora pteleae                         | Hollós                                                   | 1907           |
| Cytospora pterocaryae                     | Gonz. Frag. ex Trotter                                   | 1931           |
| Cytospora pubescentis                     | Q.J. Shang, E. Camporesi & K.D. Hyde                     | 2020           |
| Cytospora pulchella                       | Sacc.                                                    | 1903           |
| Cytospora pulcherrima                     | Dearn. & Hansbr.                                         | 1934           |
| Cytospora punicae                         | Sacc.                                                    | 1878           |
| Cytospora quercicola                      | Senan., Camporesi & K.D. Hyde                            | 2017           |
| Cytospora quercinum                       | X.L. Fan & H.Y. Zhu                                      | 2021           |
| Cytospora querna                          | Sacc.                                                    | 1908           |
| Cytospora rhizophorae                     | Kohlm. & E. Kohlm.                                       | 1971           |
| Cytospora rhoicola                        | Oudem.                                                   | 1902           |
| Cytospora ribis                           | Ehrenb.                                                  | 1818           |
| Cytospora rosae                           | Senan., Camporesi & K.D. Hyde                            | 2017           |
| Cytospora rosicola                        | M. Pan & X.L. Fan                                        | 2020           |
| Cytospora rosigena                        | Chaiwan, Wanas., Bulgakov & K.D. Hyde                    | 2020           |
| Cytospora rostrata                        | C.M. Tian & X.L. Fan                                     | 2015           |
| Cytospora rusanovii                       | Norph., Bulgakov, T.C. Wen & K.D. Hyde                   | 2017           |
| Cytospora ruthenica                       | Petr.                                                    | 1921           |
| Cytospora sacchari                        | E.J. Butler                                              | 1906           |
| Cytospora sacculus                        | (Schwein.) Gvrit.                                        | 1969           |
| Cytospora salicacearum                    | Norph., Bulgakov, T.C. Wen & K.D. Hyde                   | 2017           |
| Cytospora salicicola                      | Norph., Bulgakov & K.D. Hyde                             | 2016           |
| Cytospora salicis                         | (Corda) Rabenh.                                          | 1844           |
| Cytospora salicis-albae                   | Chaiwan, Bulgakov & K.D. Hyde                            | 2022           |
| Cytospora sambuci                         | Died.                                                    | 1906           |
| Cytospora sambucicola                     | Tehon & G.L. Stout                                       | 1929           |
| Cytospora sarothamni                      | Sacc.                                                    | 1884           |
| Cytospora sassafrasicola                  | Tehon & E.Y. Daniels                                     | 1927           |
| Cytospora schisandrae                     | Ablak. & Koval                                           | 1961           |
| Cytospora seselis                         | Moesz                                                    | 1909           |
| Cytospora shinhagadensis                  | V.G. Rao & Anahosur                                      | 1972           |
| Cytospora shoreae                         | Monkai & K.D. Hyde                                       | 2021           |
| Cytospora sibiraeae                       | C.M. Tian, X.L. Fan & K.D. Hyde                          | 2015           |
| Cytospora silenes                         | Gonz. Frag.                                              | 1918           |
| Cytospora simplex                         | Höhn.                                                    | 1927           |
| Cytospora smithiae                        | Sacc. & Trotter                                          | 1913           |
| Cytospora sophoricola                     | C.M. Tian & X.L. Fan                                     | 2014           |
| Cytospora sophoriopsis                    | X.L. Fan & C.M. Tian                                     | 2019           |
| Cytospora sorbi                           | Norph., Bulgakov, T.C. Wen & K.D. Hyde                   | 2017           |
| Cytospora sorbicola                       | Norph., Bulgakov, T.C. Wen & K.D. Hyde                   | 2017           |
| Cytospora sorbina                         | M. Pan & X.L. Fan                                        | 2020           |
| Cytospora sororia                         | Bres.                                                    | 1908           |
| Cytospora spinescens                      | Sacc.                                                    | 1904           |
| Cytospora spiraeae                        | X.L. Fan                                                 | 2018           |
| Cytospora spiraeicola                     | H.Y. Zhu & X.L. Fan                                      | 2020           |
| Cytospora subclypeata                     | Sacc.                                                    | 1896           |
| Cytospora subcorticalis                   | Died.                                                    | 1912           |
| Cytospora sudetica                        | Petr.                                                    | 1921           |
| Cytospora sydowii                         | Gutner                                                   | 1935           |
| Cytospora symphoricarpi                   | Henn.                                                    | 1912           |
| Cytospora syringae                        | Sacc.                                                    | 1884           |
| Cytospora systema-solare                  | Naumov                                                   | 1951           |
| Cytospora szembelii                       | Gutner                                                   | 1934           |
| Cytospora tamaricella                     | Syd. & P. Syd.                                           | 1904           |
| Cytospora tamaricicola                    | X.L. Fan & C.M. Tian                                     | 2019           |
| Cytospora tamaricis                       | Brunaud                                                  | 1897           |
| Cytospora tamaricophila                   | Maire & Sacc.                                            | 1903           |
| Cytospora tanaitica                       | Norph., Bulgakov & K.D. Hyde                             | 2015           |
| Cytospora taxi                            | Sacc.                                                    | 1884           |
| Cytospora teheranica                      | Esfand.                                                  | 1951           |
| Cytospora thailandica                     | Norph., T.C. Wen & K.D. Hyde                             | 2018           |
| Cytospora theae                           | Petch                                                    | 1925           |
| Cytospora thyophila                       | (Sacc.) Sacc.                                            | 1931           |
| Cytospora tibetensis                      | M. Pan & X.L. Fan                                        | 2020           |
| Cytospora tibouchinae                     | Crous & M.J. Wingf.                                      | 2016           |
| Cytospora translucens                     | Sacc.                                                    | 1884           |
| Cytospora tritici                         | Punith.                                                  | 1980           |
| Cytospora tulipiferae                     | Died.                                                    | 1906           |
| Cytospora ulmicola                        | Norph., Bulgakov, T.C. Wen & K.D. Hyde                   | 2019           |
| Cytospora umbrina                         | (Bonord.) Sacc.                                          | 1884           |
| Cytospora unedonis                        | Maubl.                                                   | 1904           |
| Cytospora unilocularis                    | Thambug., Camporesi & K.D. Hyde                          | 2016           |
| Cytospora vaccinii                        | Died.                                                    | 1912           |
| Cytospora valsoidea                       | G.C. Adams & M.J. Wingf.                                 | 2005           |
| Cytospora variispora                      | Gvrit.                                                   | 1973           |
| Cytospora variostromatica                 | G.C. Adams & M.J. Wingf.                                 | 2005           |
| Cytospora verrucosa                       | M. Pan & X.L. Fan                                        | 2021           |
| Cytospora vinacea                         | D.P. Lawr., Travadon & Pouzoulet                         | 2017           |
| Cytospora vincae                          | Hollós                                                   | 1926           |
| Cytospora viridistroma                    | (Wehm.) C.M. Tian, N. Jiang & Crous                      | 2020           |
| Cytospora viticola                        | D.P. Lawr., Travadon & Pouzoulet                         | 2017           |
| Cytospora vitis                           | Mont.                                                    | 1856           |
| Cytospora wisteriae                       | Henn.                                                    | 1912           |
| Cytospora woodfordiae                     | S. Ahmad                                                 | 1972           |
| Cytospora xinglongensis                   | C.M. Tian & N. Jiang                                     | 2020           |
| Cytospora xinjiangensis                   | M. Pan & X.L. Fan                                        | 2020           |
| Cytospora xylocarpi                       | Norph., T.C. Wen & K.D. Hyde                             | 2018           |
| Cytospora yatay                           | Speg.                                                    | 1910           |
| Cytospora yuccae                          | Politis                                                  | 1938           |
| Cytospora zamiae                          | V.G. Rao & B.R.D. Yadav                                  | 1995           |
| Cytospora zelkovae                        | Syd. & P. Syd.                                           | 1900           |
| Cytospora ziziphi                         | Subhedar & V.G. Rao                                      | 1976           |